# Катеринівка (Іллінівська сільська громада)
Катери́нівка — село Іллінівської сільської громади Краматорського району Донецької області, України.

## Загальні відомості
Відстань до центру громади становить близько 18 км і проходить автошляхом Н20. Землі Катеринівки межують із землями селища Щербинівка Торецької міської громади Донецької області.

## Історія

### Німецька колонія
1889 року менонітська колонія Хортиця придбала за 924 400 рублів у вдови графа Ігнатьєва 14 125 десятин землі в Бахмутському повіті Катеринославської губернії.
244 менонітські родини оселилися на новому місці. Головним заняттям колоністів було сільське господарство, прибутки від якого зробили колонію успішною та заможною.
Спочатку поселення були зареєстровані за порядковими номерами, і лише через деякий термін вони дістали особистої назви. Більша частина угідь раніше була цілиною, землі якої ніколи не оброблялись.
Колоністи належали або до громади Менонітської церкви у Нью-Йорку, або до Менонітської Братської церкви у Миколаївці. Колонія не мала власної адміністрації. Села підпадали під юрисдикцію різних місцевих волостей.
Село Катеринівка започатковано 1889 року. Воно стало першим поселенням колонії Ігнатьєво і тому значилося під номером 1.
У селі було започатковано 39 господарств, кожне з яких розміщувалось на 60 десятинах землі. Загальна площа угідь становила 2 407 десятин.
Катеринівка стала останнім північним селом колонії. Воно розташувалось на південному березі річки Клебан-Бик. Береги були крутими та спадистими.
Землеробство було головним господарським заняттям менонітів. Розведення худоби та фруктових дерев приносило прибутки. Тільки з продажу фруктів селяни заробляли від 300 до 400 рублів на рік, а у сприятливі роки ця сума подвоювалась.
Гармонійний образ Катеринівки створювали фруктові сади. Кожне подвір’я включно із садом було завдовжки 335 м та завширшки 61 м.
Село мало велику школу, паровий млин (Й. Тіссена), розсадник фруктових дерев (Леткемана); невелику фабрику, що виготовляла зерноочищувальні машини, сіялки та плуги; дві крамниці, одна з яких була філією кооперативного магазину селища Нью-Йорк.
З обох кінців села знаходились вітряні млини.
Характерним в облаштуванні німецьких поселень було розташування головної широкої вулиці вздовж річки чи балки. Катеринівка розташовувалася в місці впадіння Козячої балки в річку Клебан-Бик.
По обидва боки на виділених ділянках будувалися довгі будинки з цегли чи каменю. Традиційно під одним дахом знаходилися житлові та господарські приміщення. Кордони земельної ділянки обгороджувалися невисоким парканом із каменю або засаджувалися чагарником із ягідних культур.
Колоністи вирощували переважно зернові. З тварин у колоніях розводили велику рогату худобу, коней, овець. Ведення господарств у більшості відрізнялося раціональним підходом, використанням елітних сортів сільгосп культур та порід худоби.
Німецькими колоністами широко використовувалося передове технічне обладнання та сільськогосподарські машини (жатки, молотарки, буккери тощо).
Після Першої світової війни на східній частині села додалося ще 10 малих господарств.
7 (20) листопада 1917 року, відповідно до Третього Універсалу Української Центральної Ради, увійшло до складу Української Народної Республіки.
В період національно-визвольних змагань колонія зазнала великих людських та матеріальних втрат. Особливо трагічним видався для колоністів лютий 1919 року, коли армія Махна неодноразово атакувала село. І, хоча у 1920-х роках спостерігалось деяке економічне поліпшення, продовжувалося воно недовго.

### Радянська епоха
Після радянської окупації село отримало назву на честь Рози Люксембург.
До Катеринівської сільської ради 1926 року входили: колонія Катеринівка, Артель імені Радченко та хутір Бассан.
До Катеринівської сільської ради 1936 року входили: колонія Катеринівка, Комуна Ілліча, селище Гребля Клепан Бик та приміське господарство Скляного заводу.
Перед тим, як німецькі окупаційні війська зайняли цю територію, усе менонітське населення було репресовано.
Масштабні радянські репресії прокотилися Україною в період 1920-1930-х років. Торкнулися вони й українських німців. Проводився сталінський курс з придушення опору національних меншин політиці національного нігілізму більшовиків.
Це знаходило свій вияв в усуненні небажаних кадрів з місцевих органів влади, посиленні репресій проти заможних селян (куркулів), проведенні широкомасштабних пропагандистських кампаній. Перші репресивні заходи проти жителів німецької національності були здійснені в період масової колективізації.
В результаті застосування насильницьких методів життєвий уклад в німецьких колоніях було фактично зруйновано. Господарства занепадали, згасало культурне життя. Руйнувались етнічні, моральні норми людського співжиття, які були традиційно міцними в українських німецьких громадах.
Постановою від 10 травня 1940 року, під будівництво Клебан-Бицького водосховища, було виділено 1086 га землі та організованого планомірне переселення населених пунктів з зони затоплення на нове місце.
Рішення про переселення було затверджено 17 січня 1947 року.
Села Катеринівка (колгосп ім. Тельмана) у кількості 92 будинки перенесено повністю на місце нижче греблі, поруч із селищем "Донбасводтресту", на південний захід від нього, де розташували житлові споруди, а тваринницькі ферми в районі балки Сухої на відстані 1 км від селища на схід.
Хуторам Красна Долина та Вишневий в кількості 96 будинків дозволили розселитися по селах Катеринівка та Олександро-Калинове.
На території Катеринівки була розміщена центральна садиба колгоспу імені XXII з’їзду КПРС. Господарство спеціалізувалось на виробництві зерна і продуктів тваринництва. За артіллю закріплено 1754 га орної землі.
Катеринівці за підсумками змагання 1967 року присвоєно звання кращого села району.
18 лютого 1981 року Клебан-Бицька сільська рада була з'єднана із Катеринівською, у зв'язку з перенесенням першої до нової адміністративної будівлі в селі Катеринівка.
Сьогодні село зберігає свою попередню назву – Катеринівка.

## Архітектура
1906 року з цегли та глиняної черепиці було збудовано будинок-стайню Вільгельма Классена.
Проєкт будинку був нетиповим. Споруда, спланована у вигляді літери Т, фасадом розташовувалась паралельно до вулиці. Стодола примикала до стайні під прямим кутом. Великі вікна мали дерев’яні ставні, а фронтонні – збудовані у формі арок.Такі ж самі арочні вікна прикрашали й стайню.
Над дверима знаходився напис німецькою "Willkommen" - Ласкаво просимо. Дерев’яний паркан відгороджував будинок від решти подвір’я. Криниця в центрі була вкрита різьбленим дерев’яним дашком. До нашого часу будинок не зберігся.
1912 року зведена велика будівля школи. Після того, як стало очевидним, що стара школа зовсім непридатна для навчання дітей. У новій будівлі розміром 12,8×32 м містилося три класних кімнати, вчительська, широкий коридор та житло для двох родин викладачів. Школа мала цегляні стіни та металевий дах. Будинок обігрівався гарячою водою.
Оклад вчителя Герхарда Левіна, що вчителював в Катеринівці ще з 1893 року, становив 450-530 рублів. Навчання велося німецькою мовою.
Великі вікна робили приміщення школи дуже світлим. Фасад головного входу був прикрашений арочним вікном. Його центральна частина була збудована у вигляді ризаліту з фронтоном. Вартість будинку становила 10 000 рублів.
За спорудження школи відповідав В. Классен. Урочисте відкриття закладу відбулось 2 вересня 1912 року. Будинок колишньої школи меноніти віддали під церкву. Обидві будівлі не збереглися.
На території нинішньої Катеринівки не залишилось свідоцтв менонітської культури.

## Населення
1898 року населення Катеринівки становило 302 особи.
1911 року в менонітській колонії Катеринівка № 1 (Бахмутський повіт, Сантуринівська волость) проживало 308 осіб, з яких 281 - німці.
1919 року налічувалося 315 осіб.
1926 року налічувалося 554 особи, з яких 424 - німці.
За даними перепису 2001 року населення села становило 670 осіб, із них 79,7 % зазначили рідною мову українську, 18,96 % — російську та 1,34 % — вірменську мову.

## Освіта
У селі працює дитячий садок № 7 «Колосок» та Катеринівська загальноосвітня школа І-ІІІ ступенів відділу освіти Костянтинівської райдержадміністрації.

## Репресії
Після встановленя радянської окупаційної влади на території України почалися масові репресії проти «ворогів народу», «троцькістів», «буржуазних націоналістів», «шпигунів» тощо. Найбільшого розмаху терор досяг після прийняття конституції, що офіційно проголосила перемогу соціалізму. Лише в Донецькій області було заарештовано, розстріляно, запроторено до концтаборів близько п'ятдесяти тисяч невинних людей. Серед репресованих мешканців села Катеринівка:
- Нейфельд Генріх Петрович, 1901 р. н., німець. Заарештований 16 січня 1933 року. Засуджений на 10 років ВTT.
- Нейфельд Герман Мартинович, 1891 р. н., німець. Проживав в селі Катеринівка. Заарештований 20 листопада 1937 року. Засуджений до розстрілу.
- Нейфельд Корній Петрович, 1915 р. н., німець. Заарештований 12 листопада 1937 року. Засуджений до розстрілу.
- Нейфельд Франц Петрович, 1906 р. н., німець. Заарештований 14 жовтня 1937 року. Засуджений до розстрілу.
- Ніккель Ганна Гергардівна, 1900 р. н., німкеня. Проживала: с. Леонідівка Дзержинського району. Заарештована 25 червня 1941 року. Засуджена на 10 років ВTT з позбавленням прав на 5 років та конфіскацією майна.
- Ніколов Наніо Янакі, 1882 р. н., Tуреччина, м. Кіркліс, болгарин. Проживав а селі Катеринівка. Заарештований 15 вересня 1931 року. Засуджений на 3 роки заслання у Північний край.
- Оборовський Матвій Калинович, 1922 р. н., с. Марієнфельд Краматорського району, німець. Проживав а селі Катеринівка. Заарештований 5 вересня 1941 року.
- Панкрац Абрам Францович, 1901 р. н., німець. Заарештований 24 жовтня 1937 року. Засуджений до розстрілу.
- Панкрац Генрих Францович, 1905 р. н., німець. Заарештований 17 грудня 1937 року. Засуджений до розстрілу.
- Паульс Яків Якович, 1891 р. н., м. Xортиця Запорізької області, німець. Проживав а селі Катеринівка. Заарештований 23 листопада 1933 року. Засуджений на 3 роки заслання у Північний край.
- Пенєр Ісаак Андрійович, 1913 р. н., с. Зелене Поле Криворізького району Дніпропетровської області, німець. Проживав а селі Катеринівка. Вчитель школи. Заарештований 6 листопада 1937 року. Засуджений до розстрілу.
- Петерс Василь Васильович, 1894 р. н., с. Верхній Tокмак Великотокмакського району Дніпропетровської області, німець. Проживав: с. Катеринівка Костянтинівського району. Заарештований 17 грудня 1937 року. Засуджений до розстрілу.
- Петерс Іван Васильович, 1898 р. н., с. Миколайпілля Костянтинівського району, німець. Проживав в селі Катеринівка. Заарештований 28 листопада 1937 року. Засуджений до розстрілу.
- Петерс Іван Давидович, 1911 р. н., с. Миколайпілля Костянтинівського району, німець. Проживав у селі Катеринівка. Колгоспник. Заарештований 8 грудня 1937 року. Засуджений Особливою нарадою при НКВC CРCР до розстрілу.
- Петерс Петро Давидович, 1903 р. н., німець. Заарештований 14 грудня 1937 року. Засуджений до розстрілу.
- Петерс Соломон Якович, 1874 р. н., с. Широке Запорізької (Дніпропетровської) області, німець. Проживав в селі Катеринівка. Xлібороб. Заарештований 4 вересня 1941 року. Помер 12 жовтня 1941 року при етапуванні у с. Луганське.
- Петерс Яків Давидович, 1903 р. н., німець. Заарештований 8 грудня 1937 року. Засуджений до розстрілу.
- Петерс Яків Мартинович, 1905 р. н., с. Кудашівка Дніпропетровської області, німець. Проживав в селі Катеринівка. Заарештований 14 грудня 1937 року. Засуджений до розстрілу.
- Петкау Іван Якович, 1890 р. н., с. Xортиця Запорізького району Дніпропетровської області, німець. Проживав в селі Катеринівка. Заарештований 8 грудня 1937 року. Засуджений до розстрілу.
- Петкер Давид Іванович, 1903 р. н., німець. Заарештований 8 грудня 1937 року. Засуджений до розстрілу.
- Піткау (Петкау) Генріх Генріхович, 1914 р. н., с. Нью-Йорк Горлівського району Донецької області, німець. Проживав в селі Катеринівка. Заарештований 12 листопада 1937 року. Засуджений до розстрілу.
- Покран Адольф Людвигович, 1903 р. н., с. Шульжинівка Романівського району Вінницької області, німець. Проживав в селі Катеринівка. Заарештований 13 грудня 1937 року. Засуджений до розстрілу.
- Помукчеєв Михайло Миколайович, 1897 р. н., болгарин. Проживав в селі Катеринівка. Заарештований 22 січня 1938 року. Засуджений до розстрілу.
- Пунинський Микола Андрійович, 1910 р. н., с. Рачки Чуднівського району Вінницької області, німець. Проживав в селі Катеринівка. Заарештований 17 грудня 1937 року. Засуджений до розстрілу.
- Пфальф Карл Карлович, 1895 р. н., с. Червоний Яр Красноярського кантону, Росія, німець. Проживав в селі Катеринівка. Заарештований 8 грудня 1937 року. Засуджений до розстрілу.
- Редекоп Гергард Давидович, 1891 р. н., німець. Проживав: с. Миколаївка Дзержинського району Донецької області. Заарештований 23 жовтня 1937 року. Засуджений на 10 років ВTT.
- Редекоп Давид Францович, 1907 р. н., німець. Tракторист. Проживав: с. Романівка Дзержинського району. Заарештований 29 листопада 1937 року. Засуджений до розстрілу.
- Редікоп Василь Абрамович, 1909 р. н., німець. Заарештований 16 грудня 1937 року. Засуджений до розстрілу.
- Ремпель Іван Абрамович, 1907 р. н., німець. Заарештований 23 жовтня 1937 року. Засуджений до розстрілу.
- Ремпель Іван Якович, 1913 р. н., с. Олексіївка Дзержинського району Донецької області, німець. Проживав в селі Катеринівка. Заарештований 17 грудня 1937 року. Засуджений до розстрілу.
- Ремпель Петро Іванович, 1903 р. н, німець. Заарештований 24 жовтня 1937 року. Засуджений до розстрілу.
- Ремпель Яків Абрамович, 1886 р. н., німець. Проживав в селі Катеринівка. Заарештований 20 листопада 1937 року. Засуджений до розстрілу.[14]